# Johannes Hadlaub
Johannes Hadlaub (auch: Johannes Hadeloube; * 2. Hälfte des 13. Jahrhunderts; † Anfang des 14. Jahrhunderts in Zürich) war ein Minnesänger, der ein umfangreiches Werk mittelhochdeutscher Lieder hinterlassen hat.
Das Liedcorpus Hadlaubs umfasst neben zahlreichen Minneliedern auch Ernte-, Dörper- und Tagelieder sowie Leiche. Seine Werke entstanden in der Zeit um 1300 und sind dem späten Minnesang zuzuordnen. Eine Besonderheit einiger seiner Werke ist die namentliche Nennung historisch bezeugter Persönlichkeiten aus der Region um Konstanz und Zürich. Hadlaub wird eine besondere Rolle bei der Entstehung der Grossen Heidelberger Liederhandschrift (auch: Codex Manesse oder Manessische Liederhandschrift) zugeschrieben. Die 1877 erschienene Novelle Hadlaub von Gottfried Keller beeinflusste die weitere Hadlaubrezeption massgeblich.

## Biografische Spuren Johannes Hadlaubs

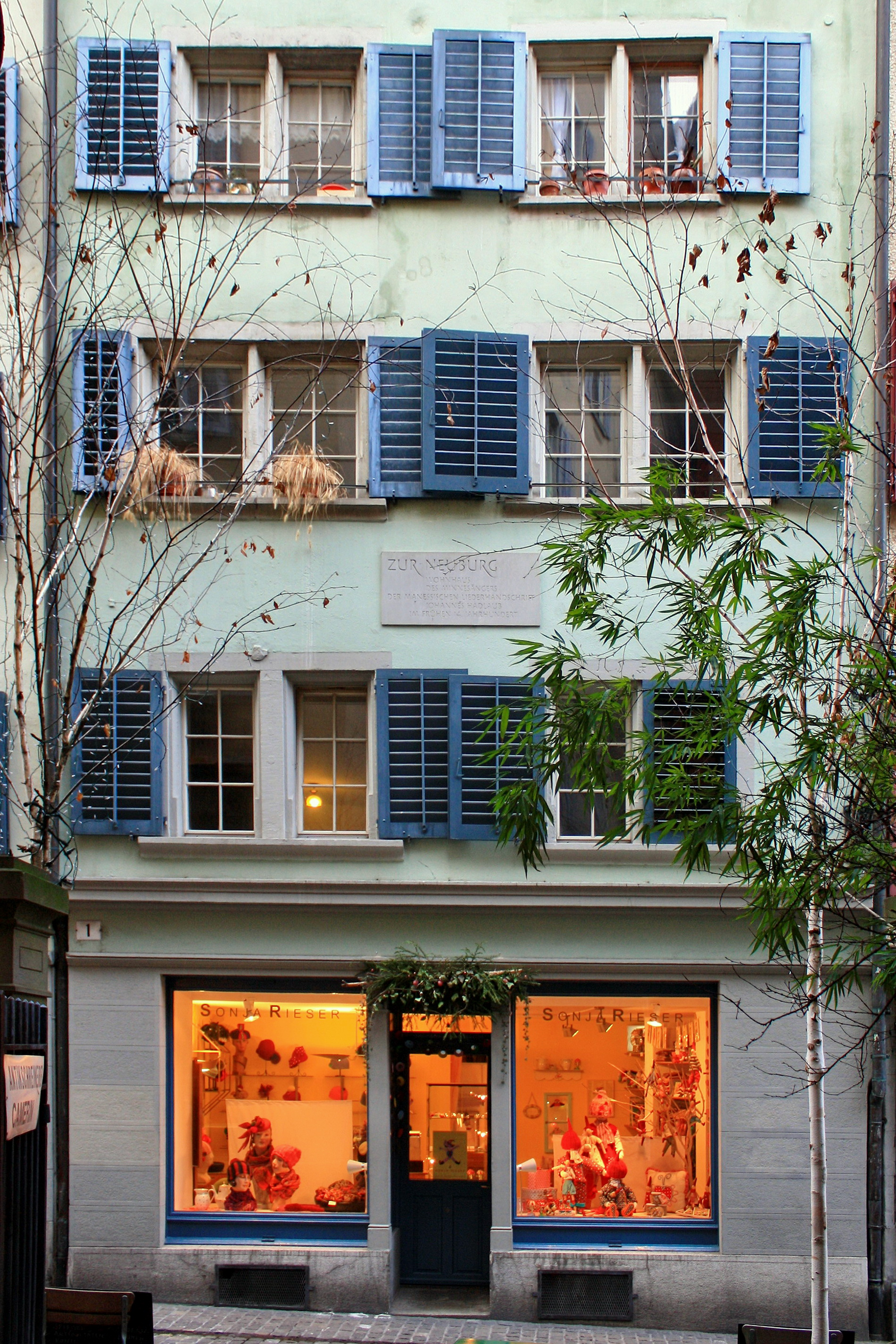
Das Wohnhaus von Hadlaub am Neumarkt in Zürich

Die Forschung nimmt an, dass der mittelhochdeutsche Lyriker Johannes Hadlaub mit dem Zürcher Bürger Johannes Hadeloube gleichzusetzen ist, über den verschiedene urkundliche Nachweise existieren: a) Im Urkundenbuch der Stadt und Landschaft Zürich ist der Kauf eines Hauses im Neumarktquartier am 4. Januar 1302 durch Johannes Hadeloube dokumentiert (vgl. UB Bd. 7, Nr. 2 628). Das Haus befand sich «zwischen Jakobs Brunen huse nud Wernhers Vinken huse», womit Hadlaub in der Nachbarschaft zweier bekannter Zürcher Familien lebte. Ein weiterer Eintrag des Urkundenbuchs bezeugt Chuonrat Phentzi, den Kämmerer des Chorherrenstifts, als den späteren Besitzer des Hauses (vgl. Necrologia Germaniae I, S. 557: Eintrag zum 23. Februar sowie die dazugehörige Anm.). Ebenfalls finden ein Burchardum Hadlubum 1260 sowie Peter Hadloup in den Jahren 1308, 1309, 1310 und 1311 Erwähnung im Zürcher Urkundenbuch. b) Das Jahrzeitenbuch der Grossmünsterpropstei verzeichnet den Todestag Hadlaubs an einem 16. März, jedoch ohne Angabe der Jahreszahl (vgl. Necrologia Germaniae I, S. 559). Da sämtliche Einträge im Jahrzeitenbuch vor 1340 vermerkt wurden, ist davon auszugehen, dass Hadlaub zwischen den Jahren 1302 und 1340 gestorben ist. c) Eine Angabe zu Hadlaubs Ehefrau («uxor Johis Hadelop») findet sich in der Urbarrolle 2a der Propstei. Aus dem Dokument geht hervor, dass Hadlaubs Gattin steuerpflichtig war und demzufolge über ein eigenes Vermögen verfügte. Die Tatsache, dass namhafte Familien Nachbarn Hadlaubs bzw. spätere Besitzer seines Hauses waren, lässt auf eine annehmliche Wohnsituation Hadlaubs schliessen. Berücksichtigt man zudem das Eigenvermögen seiner Gattin, kann davon ausgegangen werden, dass Hadlaub ein bürgerliches Leben in gewissem Wohlstand führte. Die Annahme Sillibs, Hadlaub entstamme «angesichts seiner derben Dorfpoesie» dem Bauerntum, kann daher widerlegt werden. Weitere Thesen zu Hadlaubs Lebenslauf und ‑umständen lassen sich basierend auf Untersuchungen zu seinen Werken und der historischen Situation in Zürich aufstellen, bleiben aber Spekulation.

## Die Hadlaub-Überlieferung in der Manessischen Liederhandschrift C
In der Manessischen Liederhandschrift sind insgesamt 51 Lieder und drei Leichs Hadlaubs sowie die Miniatur überliefert. Eingeordnet sind Text und Miniatur mit der Bildüberschrift «Meister Johans Hadloub» im Grundstock der Handschrift C in die Gruppe der «meister». Sowohl Liedcorpus als auch Abbildung nehmen eine Sonderstellung innerhalb der Handschrift ein.

### Der Text

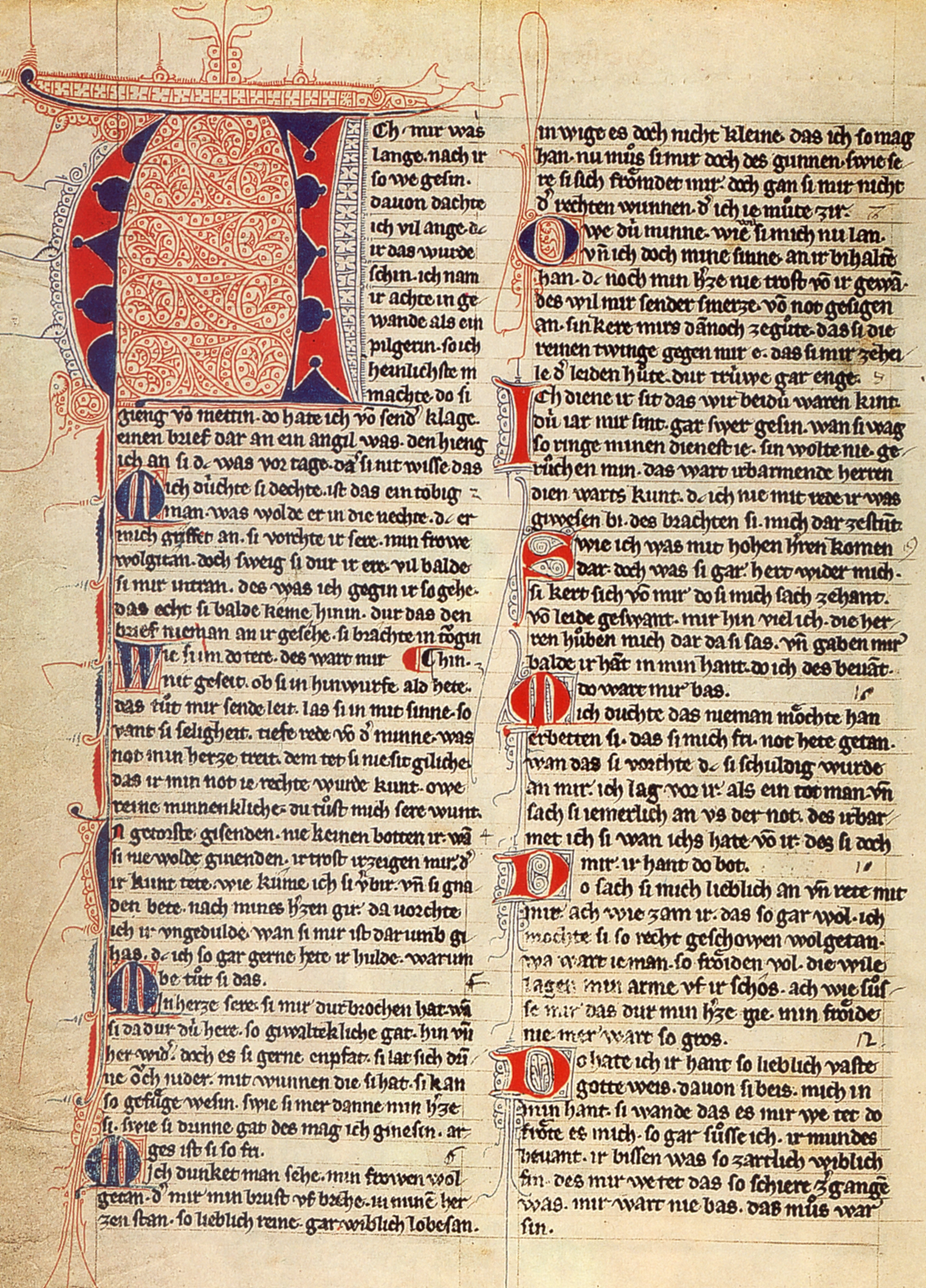
Die erste Seite des Textcorpus Hadlaubs im Codex Manesse

Die Lieder Hadlaubs sind nur in der Grossen Heidelberger Liederhandschrift C (auch Codex Manesse, Manessische Liederhandschrift oder Pariser Handschrift genannt) in der 34. Lage überliefert. Eine Ausnahme bilden die Verse 1 bis 13 des Liedes 49 («Sich fröit ûf die edlen nacht»), die ebenfalls in der Berner Handschrift p tradiert wurden. Die besonderen Hervorhebungen des Dichters, die von der Forschung wiederholt für seine aussergewöhnliche Stellung angeführt werden, sollen im Folgenden dargestellt werden: Die Namensvorschrift über dem schriftlichen Eintrag Hadlaubs fehlt und könnte laut Schiendorfer für einen aussergewöhnlichen Bekanntheitsgrad Hadlaubs unter den Schreibern bzw. für Hadlaubs Nähe zum vermutlichen Auftraggeber der Handschrift sprechen. Das letzte Blatt der für Hadlaub eigens zugedachten Lage ist als einziges der Handschrift C beidseitig unliniert geblieben. Nach Schiendorfer diente dieses Blatt dem Abschluss des Codex. Fischer vertritt jedoch die Annahme, dass es lediglich die Geschlossenheit und Eigenständigkeit der Lage hervorhebe. Die gesamten Werke Hadlaubs wurden von einem einzigen, anscheinend nur für ihn bestimmten Schreiber aufgezeichnet, was zu damaliger Zeit von Exklusivität zeugte. Ebenfalls stammen die Eingangsinitiale, die den Beginn von Hadlaubs Liedern markiert, und die Lombarden am Anfang jeder Strophe von einem einzigen Buchmaler, dem allerdings fast alle Eingangsinitialen des Grundstockes zugeschrieben werden. Eine besondere Bedeutung wird der rot-blauen, kunstvoll ausgearbeiteten Eingangsinitiale beigemessen, die statt der üblichen vier oder fünf Zeilen insgesamt zwölf Zeilen umfasst und somit die aufwendigste und grösste Filigraninitiale der gesamten Handschrift C ist. Eine weitere, in der Handschrift einmalige farbige Markierung stellt die rote Kennzeichnung des Anfangsbuchstabens im Namen «Ruedge Manesse» (Blatt 372r) dar.
Die Feststellungen hinsichtlich der Überlieferung von Hadlaubs Werken, insbesondere die Geschlossenheit der Lage, die kunstvolle Eingangsinitiale und das Doppelbildnis, räumen dem Dichter eine unverkennbare Sonderstellung innerhalb der Handschrift C ein. Diese exklusive Position, wie auch Hadlaubs räumliche und zeitliche Nähe zur Grossen Heidelberger Liederhandschrift, führten zu der Annahme, dass er womöglich bei der Entstehung des Codex Manesses mitwirkte. Von der Forschung konnte diese Hypothese bisher jedoch noch nicht sicher belegt werden.

### Die Miniatur

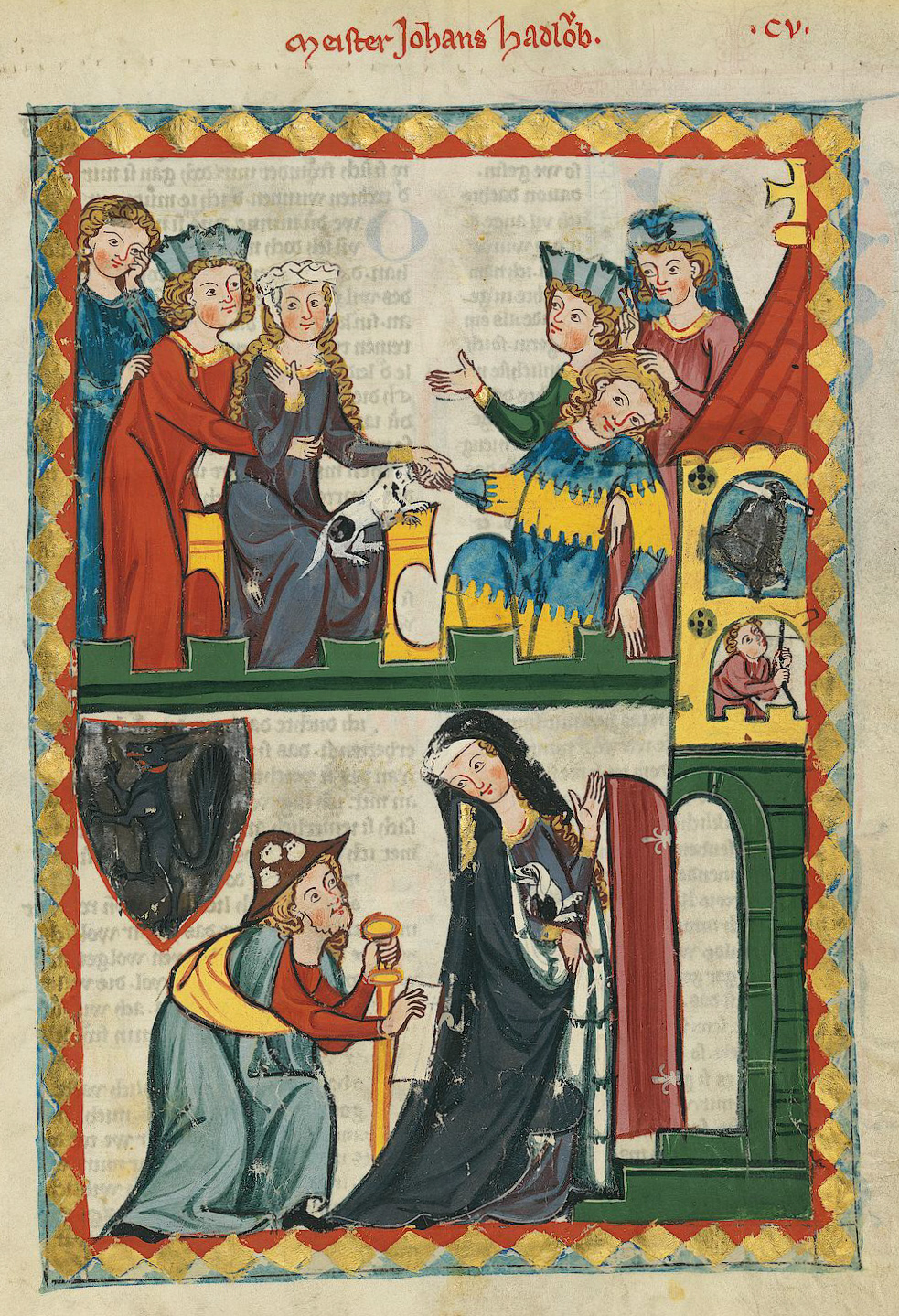
Codex Manesse, das obere Bild zeigt den verliebten Sänger gegenüber der Angebeteten, das untere Bild zeigt wie der Sänger als Pilger verkleidet der Pflegetochter von Manesse vor dem Grossmünster in Zürich unerkannt ein Schriftstück ans Kleid heftet

Auch der Miniatur (Blatt 371r), die dem schriftlichen Eintrag vorangestellt ist, kommt eine besondere Stellung innerhalb des Bildprogramms der Liedersammlung zu, da sie sich durch ihre zweizonige Bildkomposition von den weiteren Abbildungen der Handschrift abgrenzt. Die Doppelminiatur wird noch dem Grundstock, also dem ursprünglichen Bestand der Liedersammlung, zugeordnet und auf 1305 datiert.
Beide Bildhälften stellen je die Eingangspassagen der ersten beiden Lieder Hadlaubs dar. Durch einen waagerecht verlaufenden Zinnenstreifen sind die Abbildungen in der Bildmitte voneinander abgegrenzt, werden aber sowohl durch den gemeinsamen Rahmen als auch durch den Turm, der durch Glockenstube und Kreuzblume als Kirche kenntlich gemacht ist, im rechten Bildrand miteinander verbunden. Aufgrund dieser Komposition werden die Bildeinheiten zwar als in sich geschlossen dargestellt, gleichzeitig wird aber auch die Einheit des Bildganzen hervorgehoben.
Die untere Bildhälfte illustriert eine Szene aus Lied 1: Eine männliche Figur nähert sich in gebeugter Haltung, ein Schriftstück in der ausgestreckten rechten Hand, einer Dame, die gerade im Begriff ist, die Kirche zu betreten. Der weite Umhang, den die männliche Figur über ihr rotes Gewand gezogen hat, der braune, mit Muscheln geschmückte Hut, der um den Oberkörper gebundene gelbfarbene Brotsack und der Stab, der ihr als Stütze dient, sind allesamt Erkennungszeichen, welche die Figur als einen Pilger ausweisen. Jedoch gilt der Brief im Bildprogramm der Manessischen Handschrift als Attribut des Dichters, wodurch sich der Pilger, laut Fischer, als Autor bestimmen lässt. Folgt man dem Inhalt des ersten Liedes, versucht der Dichter, seiner Angebeteten diesen Brief an ihr Kleid zu heften, während sie aus der Kirche hinaustritt. Warum sich der Illuminator nicht konsequent an die Textvorlage hielt und die Begebenheit insofern variierte, als dass er die Dame nicht beim Verlassen, sondern Betreten der Kirche darstellte, bleibt ungeklärt. Die Dame ist in ein blaues Gewand mit weissem Zierband und einen ebenfalls blauen Schleier gehüllt, unter welchem sich ihr langes, blond gelocktes Haar erkennen lässt. Erschrocken angesichts des «Pilgers», schaut sie über ihre Schulter zu der männlichen Gestalt hinab, wodurch beide Figuren in Augenkontakt stehen. Die Geste ihrer linken, erhobenen Hand und ihre zurückweichende Körperhaltung verleihen ihrer abweisenden Haltung gegenüber dem Dichter Ausdruck. Auch wenn die Dame selbst schweigt, scheint der Hund, den sie auf ihrem Arm hält, ihre innere Verfassung widerzuspiegeln, indem er, wie es anmutet, den Dichter anbellt.
Die obere Bildeinheit bezieht sich auf die Eingangspassage des zweiten Liedes: In höfischer Gesellschaft ist der bärtige, blondgelockte Dichter vor seiner geliebten Dame hingesunken. Die im Hintergrund, näher am Bildrand gestaffelten Personengruppen weisen mit ihren Gesten, Blickrichtungen und ihrer seitlichen Körperhaltung auf das in der Bildmitte sitzende Paar. Die ganz in Blau gekleidete Dame, deren Kopf ein weisses Gebinde ziert, und der Sänger, der ein blau-gelbes Gewand trägt, reichen sich die Hand. Während der Dichter aus seiner Ohnmacht erwacht, noch von einer hinter ihm stehenden Person gestützt werden muss und seine Angebetete aus dem Augenwinkel anschaut, wendet die Dame ihren Kopf ab und wird von einer weiteren Figur an ihrem Sitzplatz festgehalten. Die Abneigung der Dame wird durch ihre erhobene Hand angedeutet, doch erst der Hund verleiht ihrem Widerwillen Nachdruck. Ob dieser dem Minnediener tatsächlich einen Biss versetzt, als stellvertretende Handlung der Dame, die gemäss der Textvorlage selbst dem Mann in die Hand beisst, oder ob es sich, wie auch im unteren Teilbild, lediglich um ein Verbellen handelt, ist in der Forschung umstritten. Auffallend ist jedoch, dass sich der Illuminator bei der Ausführung der Miniatur stark an die Vorlage der Liedtexte gehalten hat. Einzig der Hund wurde in die Zeichnung integriert, obwohl er keine Erwähnung in den Liedern Hadlaubs gefunden hat. Röntgenaufnahmen haben jedoch gezeigt, dass der Hund erst nachträglich in die Miniatur eingefügt wurde. In der Veränderung der Miniatur sieht Schiendorfer lediglich den Versuch des Buchmalers, den Gemütszustand der Dame und hinsichtlich des oberen Teilbildes auch ihren Biss stellvertretend durch den Hund zu illustrieren. Fischer erweitert die Bedeutung der doppelten Einfügung des Tieres zum einen auf die dadurch erreichte und vereinfachte Identifikation des Minnepaares. Zum anderen betone das zusätzlich eingefügte Element des Hundes, dass es zwischen beiden Bildeinheiten einen unmittelbaren Zusammenhang gibt. Warum dem bürgerlichen Hadlaub ein Wappen zugeschrieben wird, wie es nur den «adligen und waffenführenden Ständen» gebührt, bleibt unklar. Dargestellt ist ein schwarzes Eichhörnchen mit roter Zunge und rotem Halsband auf silbernem Grund (jetzt oxidiert und daher braun eingedunkelt).

## Werkübersicht
Das Liedercorpus Hadlaubs ist sehr umfangreich und mannigfaltig. Es gibt kaum einen Liedtypus, kaum eine stilistische oder formale Abwandlung, die sein Œuvre nicht umfasst. Hadlaubs Werke lassen sich nach u. a. Schiendorfer und Renk in Lieder, die vornehmlich subjektive, und jene, die überwiegend objektive Vorgänge thematisieren, unterteilen. Die Erzähllieder weisen Merkmale sowohl der subjektiven als auch der objektiven Dichtung auf und sind somit als eine «Zwischenkategorie» zu betrachten.

### Die Subjektlieder (Sommer- und Winterlieder, Minnelieder ohne Natureingang)
Zu den subjektiven Liedern zählen Minnelieder ohne und solche mit Natureingang, wobei die Letzteren dem Inhalt nach in Sommer- und Winterlieder untergliedert werden. Gemein ist den Liedern des subjektiven Genres das Fehlen narrativer Elemente. Vielmehr schildert das sprechende Ich dem Publikum sein Seelen- und Gefühlsleben. Dem Ergründen der eigenen Gedanken und Gefühle folgt stets die Minneklage, die durch die immer wieder enttäuschte Hoffnung auf Gegenliebe der angebeteten Dame und die Einsicht in die Vergeblichkeit des Dienstes an ihr, geprägt ist.
Eine umfangreiche Gruppe bilden die Sommerlieder in Hadlaubs Œuvre, zu denen die Lieder 19, 21, 23, 25, 27, 29, 33, 35, 37, 39 und 45 zählen. All diese beginnen mit einer Schilderung der milden Jahreszeit, des Sommers oder Frühlings, z. B. «Sumer hât gesendet ûz sîn wunne: secht, die bluomen gênt ûf dur daz gras!» (Lied 23, VV. 1 f.) – «Der Sommer hat seine Herrlichkeit hinaus gesendet: Seht, die Blumen erblühen durch das Gras!» Dem einleitenden Teil, in dem die Sonne, das Vogelgezwitscher, die Schönheit der Natur und die anmutigen Damen in ihren leichten Sommergewändern gepriesen werden, folgt dann die Liebesklage. Die Winterlieder, zu denen die Lieder 4, 24, 26, 28, 34, 36, 38 und 40 zählen, werden durch die Darstellung der kürzer und kühler werdenden Tage, der sich in ihre Gemächer zurückziehenden Damen, der Winternächte und des Schnees eröffnet, wie beispielsweise in Lied 26: «Winter hât vorbotten ûzgisendet, die hânt vogel süessen sang erwendet» (VV. 1 f.) – «Der Winter hat Vorboten ausgesandt, welche die Vögel von ihrem lieblichen Gesang abgehalten haben». Daraufhin wird abermals das Thema der persönlichen Minnesituation des Lied-Ichs verarbeitet und diskutiert. Die Minnelieder der subjektiven Dichtung ohne Natureingang umfassen die Lieder 6, 7, 9, 10, 14, 30 und 43 bis 47.

### Die Objektlieder (Herbst-, Ernte- und Tagelieder; Serena; Lieder von der Haussorge, den Minnemärtyrern und dem Bauernzank)
Zu den Werken Hadlaubs, die der objektiven Dichtung zuzuordnen sind, zählen die Herbst-, Ernte- und Tagelieder, die Serena, die Lieder von der Haussorge (das heisst vom Haushalt, lateinisch Oeconomica), den Minnemärtyrern und dem Bauernzank. Kennzeichnend für diese Werke sind narrative Komponenten oder sogar eine erzählbare Handlung.
In den Herbstliedern 16, 18 und 42 werden die kulinarischen Gaben des Herbstes, wie «Veizze swînîn birâten» (Lied 16, V. 4), «fette Schweinebraten», und die heitere Geselligkeit gepriesen. In deutlichem Kontrast dazu stehen die Minneklagen des Sängers, die jedoch keine Absage an die Minne veranlassen. Zu den Ernteliedern rechnet Leppin die Lieder 20, 22 und 41. Sie schreibt Hadlaub die eigenständige Neuschöpfung dieses Liedtyps zu, auch wenn er unter anderem die Schilderung der bäuerlichen Umgebung von Neidhart und Einzelwendungen von Steinmar übernahm und verarbeitete. Die Ernte und das damit verbundene bäuerliche Volksfest werden als freudige Ereignisse beschrieben. Nur das Lied 22 wird von der Forschung einheitlich als «echtes» Erntelied bestimmt, da hier tatsächlich das Ereignis der Ernte und nicht die persönliche Liebesklage des Sängers im Zentrum der Aussage steht. Die Tagelieder Hadlaubs, zu denen die Lieder 12, 31 und 32 zählen, geben die klassische Grundsituation des Liedtyps wieder: Ein Liebespaar wird von einem Wächter nach gemeinsam verbrachter Nacht geweckt und muss sich, um unentdeckt zu bleiben, trotz Bedauern voneinander verabschieden. Auffällig hierbei ist, dass der Interessenschwerpunkt Hadlaubs nicht nur bei der Ausgestaltung des Liebespaares liegt, sondern auch die Wächterfigur umfasst, was in den ausführlichen Wächtermonologen, welche die Tagelieder stets eröffnen, deutlich wird: «Ich wil ein warnen singen, daz lieb von liebe bringen nu mag» (Lied 12, VV. 1 ff.) – «Ich will eine Warnung singen, die den Liebsten von der Geliebten trennen soll». In der «Serena» (49) beschreibt der Sänger ein «nächtliches Stelldichein», doch folgt auf die Liebeserfüllung die Gewissheit der nahenden Trennung. In dem «Lied von der Haussorge» (8) bediente sich Hadlaub eines Motivs, das bereits Neidhart und Hartmann von Aue verarbeitet hatten und das schon zu seiner Zeit als literarischer Topos existierte. Der Sänger schildert die Existenznot, die «frost» («Kälte»), «turst» («Durst») und «hunger» («Hunger») (V. 20) umfasst, und stellt diese konkrete Situation dem eigenen Minne-Elend gegenüber. Aus diesem Vergleich folgert der Sänger, dass sein persönliches Liebesleid die Armutssorge weitaus übertreffe. Das «Lied von den Minnemärtyrern» (15) ähnelt insofern dem «Lied von der Haussorge», als der Sänger auch hier einen Vergleich zu seinem ungelohnten Dienst zieht. Dem Sänger zufolge ist die körperliche Arbeit von Köhlern mit seinen Bemühungen, der geliebten Dame zu dienen, gleichzusetzen. Ohne Zweifel liess sich Hadlaub bei dem «Lied vom Bauernzank» (13) von der Neidhart-Dichtung, welche die Liebe im Milieu der Bauern zum Inhalt hat und durch die Verwendung parodistischer Elemente gekennzeichnet ist, inspirieren. Der belustigende Aspekt liegt hier in der lächerlichen Handlungsweise zweier Bauern, die in einen Streit um ein Mädchen geraten sind. Auf eine Verhöhnung der Bauern, wie sie typisch für Neidharts Dichtung ist, verzichtete Hadlaub. Bisher unerwähnt blieben die Leichs (50 – 52), auf die nicht näher eingegangen werden soll, da sie nicht dem Minnesang zuzuordnen sind.

### Die Erzähllieder
Zu den Erzählliedern (G. Schweikle) oder auch Romanzen (H. E. Renk) werden die Lieder 1, 2, 3, 5, 11, 53 und 54 gerechnet. Ihnen kommt eine besondere Bedeutung innerhalb Hadlaubs Werken zu, da sie sein «Meisterstück und seine ureigenste Schöpfung» seien. Einen unmittelbar vergleichbaren Liedtypus gab es zu seiner Zeit nicht, jedoch lassen sich am ehesten zum Frauendienst von Ulrich von Lichtenstein und zu zeitgenössischen italienischen Liedern Parallelen ziehen. In den Erzählliedern tritt nicht mehr nur, wie in der subjektiven Dichtung, das sprechende Ich auf, das die Facetten seines eigenen seelischen Zustandes schildert. Auch beschränkt sich dieser Liedtyp nicht auf die Darstellung einer gewissen Zeit (z. B. Tages- oder Jahreszeit) oder einer bestimmten Szene (z. B. Situation des Tageliedes), auf die konventionelle Handlungen folgen, wie es für die objektive Dichtung üblich ist. Vielmehr schuf Hadlaub eine Zwischenkategorie, die sowohl subjektive als auch objektive Inhalte miteinander verbindet. Neben der Seelenanalyse des sprechenden Ichs stellt Hadlaub die «Entstehungsgeschichte oder die Gebrauchssituation der einzelnen Lieder» dar, so dass man von einer «Verschmelzung von pseudobiografischer Rahmenhandlung und subjektiver Minnereflexion» sprechen kann. Die schöpferische Leistung Hadlaubs liegt darin, dass er in die erzählende Handlung bekannte Personennamen, Liebesereignisse sowie verschiedene Elemente traditioneller Minne-Konzepte integrierte. In der älteren Forschungsliteratur (u. a. Schleicher) wurden die historisch belegten Personen, die Hadlaub in seinen Erzählliedern agieren lässt, als biografische Zeugnisse aufgefasst. Der autobiografische Bezug und die dokumentarische Bedeutung der Romanzen bewertet die neuere Forschung (u. a. Renk, Schiendorfer) jedoch kritisch und sieht die Verbindung der konkreten Handlung mit dem Innenleben des sprechenden Ichs primär unter dem Aspekt der dichterischen Leistung.

## Lied zwei

### Die Form
Das Lied zwei setzt sich aus dreizehn Strophen, die jeweils aus sieben Versen bestehen, zusammen. Hadlaub gebraucht bei Lied zwei die Form der Rundkanzone, die sich aus einem Aufgesang, bestehend aus zwei melodisch und metrisch identischen Stollen, und einem Abgesang, bestehend aus einem differenten Stollen, zusammensetzt. Dabei bilden die jeweils ersten beiden Verse einer Strophe den ersten und die jeweils dritten und vierten Verse einer Strophe den zweiten Stollen. Die Verse fünf bis sieben jeder Strophe bilden jeweils den Abgesang. Innerhalb der Stollen ist ein regelmässiger Wechsel von Hebung und Senkung vorhanden, womit ein gefugter Versübergang vorliegt. Zwischen den Stollen besteht jedoch Asynaphie, d. h. am Ende des einen Verses und am Beginn des folgenden treffen zwei Hebungen ohne dazwischenliegende Senkung aufeinander. Für alle Strophen ergibt sich folgendes Reimschema:
| Vers   | Reim  | Auf-/ Abgesang |
| ------ | ----- | -------------- |
| Vers 1 | a     | 1. Stollen     |
| Vers 2 | a / b | 1. Stollen     |
| Vers 3 | c     | 2. Stollen     |
| Vers 4 | c / b | 2. Stollen     |
| Vers 5 | d     | Abgesang       |
| Vers 6 | e     | Abgesang       |
| Vers 7 | e / d | Abgesang       |

Bis auf eine Ausnahme setzen alle Herausgeber einen Binnen- und keinen Endreim in jeweils den ersten beiden Stollen jeder Strophe ein, z. B.
Ich diene ir sît daz wir beidiu wâren kint.

Diu jâr mir sint gar swaer gesîn. (V. 1 f.)
Dadurch ergeben sich die Zahl der sieben Verse, die Rundkanzonenform, der alternierende Rhythmus innerhalb der Verse und die ausgeglichenen Verslängen.

### Der Inhalt
Inhaltlich lässt sich das Lied in vier Teile untergliedern. Der erste Abschnitt umfasst die Strophen eins bis sechs und thematisiert die Entwicklung einer Minnedienstkonstellation zwischen einer Dame und dem Lied-Ich, die erst durch die Vermittlung der Gesellschaft ermöglicht wird. Im zweiten Teil, Strophen sieben bis neun, werden geistliche und weltliche Herren und Damen, die dieser Gesellschaft angehören und historisch nachweisbar sind, namentlich vorgestellt. Im dritten Teil des Liedes, der die Strophen zehn bis zwölf umfasst, rekapituliert das sprechende Ich die Entwicklung der Minnebeziehung. Die Strophe dreizehn, eine Preisstrophe auf Heinrich von Klingenberg, bildet den inhaltlich vierten Teil des Liedes.

#### Strophen eins bis sechs: Begegnung des Lied-Ichs mit der Dame
Das Lied-Ich beschreibt im Aufgesang der ersten Strophe seinen von Kindheit an ungeachteten Dienst an seiner geliebten Dame.
Ich diene ir sît daz wir beidiu wâren kint. (V. 1)
«Ich diene ihr, seit wir beide Kinder waren.»
Nachdem angesehene Herren von dem bislang unterbliebenen Gespräch erfahren haben, bringen sie das Lied-Ich sofort zu der Dame.
brâchten sî mich dar zestunt (V. 7)
«brachten sie mich sofort dorthin»
Aufgrund der Zurückweisung durch die Dame fällt der Minnende in Ohnmacht.
Sî kêrt sich von mir, do sî mich sach, zehant:

von leide geswant mir, hin viel ich. (VV. 11 f.)
«Sie wendete sich von mir, sobald sie mich erblickte:

Vor Leid wurde ich bewusstlos, ich fiel hin.»
Die hochgestellten Personen tragen den Minnenden zu seiner Dame und durch das gegenseitige Ineinanderlegen der Hände erwacht das sprechende Ich.
unde gâben mir balde ir hant in mîn hant.

Do ich des bevant, do wart mir baz. (VV. 13 f.)
«und legten mir sogleich ihre Hand in meine Hand.

Als ich das fühlte, ging es mir gleich besser.»
Das sprechende Ich sinnt über die Gedankengänge der Dame nach und stellt fest, dass niemand sie hätte dazu bewegen können, es aus seiner Not zu befreien. Den Beweggrund für das Handeln der Dame sieht das Lied-Ich in ihrem Gewissen, da sie befürchtet habe, schuld an seinem Zustand zu sein. Der Anblick des bewusstlosen Mannes habe ihr Mitgefühl geweckt, weshalb sie ihm doch noch ihre Hand bot.
Mich dûchte, daz nieman möchte hân erbetten sî,

daz sî mich frî nôt haete getân (VV. 15 f.)

[…]

Und sach si jaemerlîch an ûz der nôt.

des erbarmet ich si, wan ichz hâte von ir,

des sî doch mir ir hant do bôt. (VV. 19-21)
«Mich dünkte, dass niemand sie hätte dazu auffordern können,

mich aus meiner Not zu befreien

[…]

und sah sie leidvoll an in meiner Not.

Deshalb erbarmte sie sich meiner, weil ich ihretwegen litt,

[und] daher reichte sie mir doch noch ihre Hand.»
Das sprechende Ich schildert in der vierten Strophe, welch unermessliche Freude das Betrachten seiner Angebeteten, das Sprechen mit ihr und die Berührung der auf ihrem Schoss liegenden Hände in ihm auslöst. Das im Lied-Ich entfachte Glücksgefühl war von so besonderem Ausmass, dass es nie mehr so grosse Freude erlebte.
Dô sach sî mich lieblîch an und rete mit mir. (V. 22)

Die wîle lâgen mîn arme ûf ir schôz: (V. 26)

mîn fröide nie mêr wart so grôz. (V. 28)
«Dann blickte sie mich liebevoll an und sprach mit mir.

Derweilen ruhten meine Arme auf ihrem Schoss:

Nicht noch einmal erfuhr ich so grosse Freude.»
In der fünften Strophe schildert das sprechende Ich, wie es die Hand der Dame fest in seiner hielt, worauf die Angebetete mit einem Biss in seine Hand reagierte. Nachdem das Lied-Ich abermals die Reflexionen der Dame zu ergründen sucht, führt es an, wie angenehm es die Berührung ihres Mundes empfand. Nicht der Biss wird vom Lied-Ich als schmerzlich empfunden, sondern der Umstand, dass er binnen kurzer Zeit vorüber war.
Do hâte ich ir hant so lieblîch vaste, gotte weiz,

davon si beiz mich in mîn hant.

Si wânde, daz ez mir wê taet, do froete ez mich:

So gar suozze ich ir mundes bevant.

Ir bîzzen was so zartlich, wîblich, fîn,

des mir wê tet, daz so schiere zergangen was.

Mir wart nie baz, daz muoz wâr sîn! (VV. 29 ff.)
«Dann hielt ich ihre Hand sehr liebevoll fest, Gott weiss es,

weshalb sie mich in meine Hand biss.

Sie glaubte, dass es mir weh tat, [doch] es freute mich hingegen:

Sogar [als] süss empfand ich ihren Mund.

Ihr Biss war so zärtlich, weiblich, fein,

weshalb es mir weh tat, dass es so rasch geendet hat.

Mir ging es nie besser, das ist gewiss wahr.»
Die dem Geschehen beiwohnende Gesellschaft fordert die Dame auf, dem Lied-Ich etwas zu schenken, was sie schon lang bei sich getragen habe. Wieder zeigt die Dame ein aggressives Verhalten, indem sie dem Lied-Ich eine Nadelbüchse hinwirft. Dieser Darbietungsgeste ungeachtet, nimmt das sprechende Ich den Gegenstand begierig an sich und ist trotz der abweisenden Handlung von Freude erfüllt. Die Gesellschaft gibt der Dame das Geschenk zurück und verlangt von ihr, es dem Lied-Ich mit Anstand zu reichen.
Sî bâten sie vaste eteswaz geben mir,

des sî an ir lange haete gehân.

Also warf sie mir ir nâdilbein dort her.

In süezzer ger balde ich ez nam.

Si nâmen mirz und gâbenz ir wider dô

Und irbâten sî, daz sî mirz lieblîch bôt.

In sender nôt wart ich so frô. (VV. 36 ff.)
«Sie baten sie sehr, mir etwas zu schenken,

das sie schon lange besessen habe.

So warf sie mir ihre Nadelbüchse her.

In süssem Begehren ergriff ich es schnell.

Sie nahmen es mir und gaben es ihr zurück

und baten sie, es mir mit Anstand zu reichen.

Bei dem Liebesleid wurde ich so froh.»

#### Strophen sieben bis neun: Konkretisierung der Gesellschaft
Die siebte Strophe beginnt mit der Nennung des Fürsten von Konstanz und der Fürstin von Zürich, welche mit einem Segenswunsch bedacht werden. Weiter führt das Lied-Ich den Fürsten von Einsiedeln und Graf Friedrich von Toggenburg an und betont, dass diese hohen Herren durch ihre Hilfe die Begegnung mit seiner Angebeteten ermöglichten. Der von Regensberg sei auf seinen Wunsch auch dort gewesen.
Der vürste von Konstenz, von Zürich diu vürstîn

vil saelig sîn! der vürste ouch sâ

Von Einsidellen, von Toggenburg lobelich.

grâf Friderîch […] (VV.43 ff.)
«Der Fürst von Konstanz, die Fürstin von Zürich,

gesegnet seien sie. Auch der Fürst

von Einsiedeln, von Toggenburg der ruhmreiche

Graf Friedrich […]»
Neben einzelnen Persönlichkeiten – dem Abt von Petershausen und Rudolf von Landenberg – werden in Strophe acht auch Personengruppen, wie edle Damen und hohe Geistliche, genannt, die ebenfalls bei der Begegnung zwischen Lied-Ich und Dame zugegen sind. Das sprechende Ich konstatiert, dass es zwar ihre Gunst hatte, die ihm letztlich jedoch nicht half.
Und der abt von Pêtershûsen tuginde vol

half mir ouch wol. da wâren ouch bî

Edil frowen, hôhe pfaffen, ritter guot. (VV. 50 ff.)
«Und der tugendhafte Abt von Petershausen

half mir auch sehr. Auch waren dabei

edle Damen, hohe Geistliche, ehrenhafte Ritter.»
In der neunten Strophe hebt das Lied-Ich drei Personen hervor, die besonders halfen, die Begegnung mit der Dame zu arrangieren: der Fürst von Konstanz, dessen Bruder Albrecht und Rüdiger Manesse.

#### Strophen zehn bis zwölf: Minnereflexion des Lied-Ichs
Das Lied-Ich reflektiert in Strophe zehn darüber, wie lang es schon von der Schönheit der Dame ergriffen ist und es ihr trotzdem nicht nahekommen konnte, bevor ihm geistliche und weltliche Damen und Herren zur Hilfe kamen. Den Grund dafür sieht das Lied-Ich in dem stets unfreundlichen Verhalten der Dame, das das erzählende Ich entmutigt. Eine Annäherung, so konstatiert es, hätte gewiss nur grossen Zorn bei der Dame hervorgerufen.
gienge ich für sî, daz waere lîchte so verre ir haz!

nicht wan umb daz verzagt dan ich. (VV. 70 f.)
«Ginge ich zu ihr, erregte ich gewiss ihren grossen Zorn!

Allein deswegen, verzagte ich.»
In der elften Strophe schildert das Lied-Ich abermals seine überschwängliche Freude über die Begegnung mit seiner Angebeteten. Die Gedanken des sprechenden Ichs sind stets bei der Dame, und so ruft es sich wieder die Berührung der Hände in Erinnerung. Es ist erstaunt darüber, dass sein Herz vor Liebe nicht zerbrochen sei.
êst ein wunder, daz von rechten minnen nicht

in der geschicht mîn herze brach. (VV. 76 f.)
«Es ist ein Wunder, dass vor aufrechter Liebe nicht

bei dem Ereignis mein Herz zerbrach.»
Die zwölfte Strophe ist ein Frauenpreis. Das Lied-Ich rühmt neben der angenehmen Stimme verschiedene Körperpartien der Dame, wie ihren Mund, ihre Augen und Hände. Nachdem sich das sprechende Ich an die liebliche Erscheinung seiner Dame erinnert hatte, ruft es sich den Abschiedsschmerz zurück ins Gedächtnis. Erst jetzt empfindet das sprechende Ich Kummer.
Sô sach ich ir munt, ir wengel rôsenvar,

ir ougen clâr, ir kelîn wîz (VV. 81 f.)

mir was lieblîch wol, unz ich mües dannan gân:

mir sendem man tet daz so wê. (VV. 83 f.)
«Da sah ich ihren Mund, ihre rosigen Wangen,

ihre strahlenden Augen, ihr weisses Hälslein

Mir war lieblich wohl, bis ich [erkannte, dass ich] würde fortgehen müssen:

Mir Liebendem schmerzte das so sehr.»

#### Strophe dreizehn: Preisstrophe auf Heinrich von Klingenberg
Den letzten Teil des Liedes bildet eine Preisstrophe auf Heinrich von Klingenberg und diejenigen, die ihn zum Bischof wählten. Das Lied-Ich führt an, dass sich Heinrich von Klingenberg auf Musik und Dichtung verstehe, und es rühmt seine Hilfe, seinen Rat und seine Fähigkeiten.
Wol uns, daz der Klingenberger vürste ie wart! (V. 85)

Er kann wîse unde wort,

der sinne hort, der wont im bî.

Sîn helfe, sîn rât, sîn kunst sint endelich. (VV.87 ff.)
«Wohl uns, dass der Kürenberger Fürst geworden ist.

Er versteht sich auf Musik und Dichtkunst,

und verfügt über eine Fülle an Klugheit und Weisheit.

Seine Hilfe, sein Rat, seine Fähigkeiten sind unumstösslich.»
Hadlaub greift inhaltlich Aspekte auf, die Lied zwei als ein charakteristisches Erzähllied ausweisen. Der Dienstgedanke und der Preis der Frauen sind Motive, die in kaum einem Erzähl- oder Minnelied des Dichters fehlen. Auch das Einbeziehen historisch realer Personen lässt sich nicht nur im zweiten, sondern ebenso in Lied drei und 53 nachweisen. Gleichermassen ist die Rolle des vermittelnden Dritten, die in Lied zwei durch die Gesellschaft verkörpert wird, ein bekanntes Motiv in Hadlaubs Erzählliedern. So tritt in Lied fünf ein Kind und in Lied 53 der von Regensberg in die Botenrolle.

### Die Personen
Der Protagonist des Liedes ist unverkennbar das sprechende Ich, das sich selbst als «sendem man» (V. 84), «verliebter Mann», bezeichnet. Es verehrt eine namentlich unbekannte Dame, die den Dienst des Lied-Ichs bislang ungeachtet liess. Neben dem Werber und der Dame nimmt die Minnegesellschaft eine wichtige Rolle im Handlungsverlauf des Liedes ein.
Das Lied-Ich schildert die Geschehnisse und sein Seelenleben, es kommentiert und interpretiert die Minnehandlung aus seiner eigenen Perspektive. Dabei wird es als unselbständig und mit kindlichen Eigenschaften dargestellt. So dient es der Dame «sît daz wir beidiu wâren kint» (V. 1), «Ich diene ihr, seit wir beide Kinder waren», und wird aufgrund seiner Hilfsbedürftigkeit von der Gesellschaft wie ein Kind geleitet. Auffallend ist zudem, dass das Lied-Ich masochistische Züge aufweist. Es empfindet etwa bei dem Biss der Dame keinen Schmerz, sondern Freude. Die Dame ist durch eine Passivität gekennzeichnet, die sie nur durch Aufforderung der Gesellschaft überwindet. Auch sie wird, dem sprechenden Ich ähnlich, hilflos und kindlich dargestellt. Ihre wenigen Handlungen, wie zum Beispiel «si beiz mich in mîn hant» (V. 23), «sie biss mich in meine Hand», oder «Also warf sir mir ir nâdilbein dort her» (V. 31), «So warf sie mir ihre Nadelbüchse her», zeugen von einem aggressiven Verhalten. Durch tatsächliche Aktivität ist nur die Gesellschaft gekennzeichnet. Sie ist es, die ein Treffen zwischen Lied-Ich und Dame arrangiert, die das sprechende Ich zur Dame führt, ihre Hand in seine legt. Hadlaub besetzt die eigentlich anonyme Rolle der Minnegesellschaft mit Personengruppen, wie edlen Damen, hohen Geistlichen, ehrenhaften Rittern (vgl. V. 52: «Edil frowen, hôhe pfaffen, ritter guot») und realen, urkundlich bezeugten Personen. Die Einzelpersonen sollen im Folgenden aufgeführt und historisch festgelegt werden:
| Personenbezeichnung in Lied zwei                                                          | historisch-reale Entsprechung der Person |
| ----------------------------------------------------------------------------------------- | --- |
| Der vürste von Konstenz (V. 43 u. V. 59) = der Klingenberger […] bischof Heinrîch (V. 85) | Heinrich von Klingenberg – Bischof von Konstanz 1293 – 1306 – entstammt dem thurgauischen Geschlecht der Klingenberger                                                                      |
| von Zürich diu vürstîn (V. 43)                                                            | Äbtissin am Frauenmünster zu Zürich – von 1270 bis 1298 leitete Elisabeth von Wetzikon die Abtei                                                                                            |
| der vürste von Einsidellen (V. 45)                                                        | wahrscheinlich Heinrich von Güttingen – von 1280 bis 1298 Fürst von Einsiedeln |
| grâf Friderîch von Toggenburg (VV. 45 f.)                                                 | Graf Friedrich von Toggenburg – urkundlich nachweisbar von 1260 bis 1315 |
| der Reginsberger (V. 48)                                                                  | Leutold VII von Regensberg – verwandt mit dem Bischof von Konstanz und mit dem Geschlecht der Toggenburger                                                                                  |
| der abt von Pêtershûsen (V. 50)                                                           | Abt von Petershausen – von 1282 bis 1293 hatte Heinrich von Langenberg und von 1293 bis 1319 Diethelm von Castel dieses Amt inne → unklar, auf welchen der beiden sich Hadlaub bezieht      |
| Rudolf von Landenberg (V. 55)                                                             | Rudolf von Landenberg – urkundlich nachweisbar von 1279 bis 1314 |
| her Albrecht (V. 60)                                                                      | Albrecht von Klingenberg – Bruder von Heinrich von Klingenberg |
| her Rüedge Manesse (V.61)                                                                 | Rüdiger Manesse – war Ratsherr in Zürich und Ritter – sammelte Liederhandschriften – versammelte einen Kreis angesehener, an Dichtung interessierter Männer, um sich → Kreis um die Manesse |

Die Reihenfolge der Titel vürst (V. 43), vürstin (V. 43), grâf (V. 45) und her (V. 61) stellen heraus, dass die Persönlichkeiten entsprechend ihrem politischen Rang geordnet wurden.
Die Gesellschaft nimmt in Lied zwei eine besondere Stellung ein, weil sie nicht nur als Vermittler die Minnebegegnung überhaupt erst ermöglicht, sondern über die Rollenebene hinaus, bedingt durch namentliche Nennung einzelner urkundlich nachweisbarer Persönlichkeiten, auch in der historischen Ebene thematisiert wird.

### Deutung unter besonderer Berücksichtigung der Rolle der Minnegesellschaft
Die Deutungsmöglichkeit, welche die Rolle der Minnegesellschaft in den Mittelpunkt rückt, basiert auf der Analyse der Beziehung zwischen dem Lied-Ich und der Gesellschaft und versucht die Intention des Einbezugs historisch bezeugter Personen aufzuzeigen.
Nachdem das Lied-Ich aufgrund der Zurückweisung durch die Dame das Bewusstsein verloren hat, tragen es die «hôhen herren» (V. 8) in ihre unmittelbare Nähe. Das Motiv der Ohnmacht ist aus den Romanen Erec und Tristan sowie aus Werken Ulrichs von Liechtenstein bekannt. Die Ohnmacht deutet auf den Minnetod hin und erfolgt entweder am Höhepunkt oder, wie in Hadlaubs Lied, am Tiefpunkt der Minnehoffnung. Um dieser Niedergeschlagenheit entgegenzuwirken, ergreifen «irbarmende herren» (V. 5), «Mitgefühl zeigende Personen», die Initiative, wobei sie hier in der Rolle des Helfers agieren. Der geleistete Dienst des Lied-Ichs verlangt nicht nur seitens der Dame Anerkennung, auch die Gesellschaft muss den Dienst als «sozialkonstitutive Leistung» bestätigen. Die Minne erlangt dadurch nicht nur persönliche, sondern vor allem auch gesellschaftliche Relevanz. Während der Gesellschaft in der ersten Strophe die Rolle des Helfers zugeschrieben wird, erweitert sich ihre Bedeutung in der zweiten Strophe. Der Ausdruck «hôhe […] herren» (V. 8) bringt deren hohe gesellschaftliche Stellung zum Ausdruck. Das Herantreten des Lied-Ichs an die Dame inmitten angesehener, ihn unterstützender Personen verweist auf seine gesellschaftliche Anerkennung. Auch die Tatsache, dass die Hadlaub-Miniatur den Minnenden umgeben von dem vornehmen Personenkreis darstellt, bestätigt die Integration des Lied-Ichs in die Gesellschaft.
Die eigentliche handelnde Instanz des Liedes stellt die Gesellschaft dar. Sie bringt das Lied-Ich zu der Dame, trägt es, bewusstlos, in deren unmittelbare Nähe und legt die Hände der Dame in seine: «unde gâben mir balde ir hant in mîn hant» (V. 13) – «und legten mir sogleich ihre Hand in meine Hand». Das sprechende Ich bleibt dagegen passiv, kommentiert und deutet das Geschehen: «Mich dûchte, daz […]» (V. 15) – «Mich dünkte, dass». Dabei fällt der Kontrast zwischen den Handlungen der Gesellschaft und der Interpretation des Lied-Ichs auf. Es deutet das Ineinanderlegen der Hände als freie und zwanglose Geste der Dame und lässt die Tatsache der Abhängigkeit und Lenkung durch die Gesellschaft ausser Betracht. Für das Lied-Ich ergibt sich die Aussicht auf Erfüllung, welche unüberbietbare Freude auslöst: «mîn fröide nie mêr wart so grôz» (V. 28) – «nicht noch einmal erfuhr ich so grosse Freude». Die Dame hingegen verneint die Gültigkeit der Erhörung, die bislang nur in der Deutung des Lied-Ichs besteht, indem sie ihm in die Hand beisst. Aber auch diese Handlung interpretiert das sprechende Ich nicht als Minneverweigerung, sondern vielmehr als körperliche Zuwendung, die zu schnell vorüber ging:
Si wânde, daz ez mir wê taet, do froete ez mich:

so gar suozze ich ir mundes bevant.

Ir bîzzen was so zartlich, wîblich, fîn,

des mir wê tet, daz so schiere zergangen was. (VV. 31 ff.)
«Sie glaubte, dass es mir weh tat, [doch] es freute mich hingegen:

Sogar [als] süss empfand ich ihren Mund.

Ihr Biss war so zärtlich, weiblich, fein,

weshalb es mir weh tat, dass es so rasch geendet hat.»
Im Folgenden ergreift wieder die Gesellschaft die Initiative. Um die Bindung zwischen Dame und Lied-Ich zu konstituieren, fordert sie die Dame auf, dem sprechenden Ich ein Minnepfand zu schenken. Ihrem Widerwillen Ausdruck verleihend, wirft die Dame dem Lied-Ich eine Nadelbüchse vor die Füsse. Die Gesellschaft fordert jedoch ein minnegerechtes Verhalten der Dame und ordnet eine wiederholte Übergabe des Präsentes an. Durch das Drängen auf die Einhaltung der Etikette tritt die Gesellschaft in die Rolle des Erziehers. Das Lied-Ich hingegen empfindet das Werfen der Gabe nicht als Missachtung der höfischen Verhaltensnormen: «In süezzer ger» (V. 39), «In süssem Begehren», ergreift das sprechende Ich das Geschenk und ist «so frô» (V. 42). Auch das vor allem in der Epik vorkommende Motiv des geforderten und unwillig gegebenen Minnepfandes verarbeitete bereits Ulrich von Lichtenstein in seinem Frauendienst.
Die Bedeutung der Gesellschaft liegt bislang darin, dass sie als handelnde Instanz die Begegnung ermöglicht, die Minnedienstkonstellation arrangiert, das Lied-Ich als Minnediener erkennt, ihm das Gefühl der Freude erfahrbar macht, ihm gesellschaftlichen Wert zuspricht und schliesslich die Gültigkeit der Minnekonstellation bestätigt. Erweitert wird ihre Bedeutung in den Strophen sieben bis neun, in denen das Lied-Ich reale, historisch bezeugte Einzelpersonen als Mitglieder dieser Gesellschaft aufführt. Die Konkretisierung der helfenden oder störenden Gesellschaft durch die namentliche Nennung einzelner Personen ist ein Motiv des klassischen Minnesangs. Nur die Einbindung historisch bezeugter Persönlichkeiten ist neu und ruft die Vermutung hervor, autobiografische Züge in dem Lied zu erkennen. Nach Bumke gehören einige der namentlich aufgeführten Personen, allen voran Heinrich von Klingenberg, dem Gönnerkreis an, der um Hadlaub versammelt war. Auch die Miniatur, die die Integration des Sängers in die Gesellschaft darstellt, deutet auf eine Bekanntschaft mit dieser hin. Nachweisbar sind diese Beziehungen jedoch nicht. Der Preis der Einzelpersonen begründet sich in deren Fähigkeiten, die Begegnung zwischen Lied-Ich und Dame so arrangiert zu haben, dass eine Minnekonstellation hergestellt werden konnte. Es erfolgt nicht nur eine Wertzusprache an das Lied-Ich, das in seiner Minnedienerrolle von der Gesellschaft bestätigt wird. Ebenfalls wird den genannten Persönlichkeiten Wert zugesprochen, da sie über eine «Minnekompetenz» verfügen. Aufgrund dieser Kompetenz in Minneangelegenheiten betont das Lied-Ich die Vollkommenheit der historisch-realen Gesellschaft.
Mit der Strophe elf endet der epische Teil des Liedes, und es folgen ein Frauen- und ein Fürstenpreis, die einen «lyrisch-minnesängerischen» Charakter aufweisen. Im Frauenpreis rühmt Hadlaub die zeitlosen, körperlichen Vorzüge der Damen. In der letzten Strophe ist der Ausdruck «Wol uns» (V. 85) auffällig, da er auf die Eingliederung des Lied-Ichs in die Gesellschaft hinweist. Die Preisstrophe für Heinrich von Klingenberg dient der Repräsentation dessen. Gemäss dem Lied-Ich muss ein idealer Fürst, neben der Kunstkennerschaft, auch Bildung und Geschick besitzen. So wie Minnekompetenz die Idealgesellschaft auszeichnet, wird der vollkommene Herrscher aufgrund seiner Qualifikationen in «wîse unde wort» (V. 87), «Musik und Dichtkunst», gepriesen. Die Formulierung «Sîn helfe, sîn rât, sîn kunst» (V. 89), «Seine Hilfe, sein Rat, seine Fähigkeiten», kann auf politische Kompetenzen des Fürsten hinweisen, lässt sich aber auch als eine Anspielung auf die vorangegangene Unterstützung Heinrichs von Klingenberg in der Herstellung der Minnekonstellation zwischen Dame und Lied-Ich verstehen. Folglich wird der ständische Rang des Fürsten aufgrund seines Kunstverstandes bestätigt. Da das Lied-Ich den Fürsten als idealen Herrscher ausweist, indem es ihm besondere Kompetenzen im Bereich des Minnesangs zuschreibt, wertet es zugleich seine eigene Geltung auf. Folgt man der Annahme Fischers, so lässt sich der Fürstenpreis als Zielpunkt des Liedes festlegen, in dem die Inszenierung des gemeinsamen Kunstverstandes von Dichter und Fürst auf die Bedeutung des Sanges hinweist und implizit die Anerkennung und Kontinuität des Minnesangs fordert.
Schlussfolgernd lässt sich die Intention des Liedes darin finden, dass ein Anspruch auf Legitimität des Minnesangs erhoben wird. Zum einen wird im narrativen Hauptteil des Liedes das gesellschaftlich relevante, der Minnenorm entsprechende Verhalten der Gesellschaft thematisiert. Dieses ist Grundlage für die Minnekompetenz, welche die ideale Gesellschaft auszeichnet. Der Minnediskurs ist daher insofern gesellschaftlich relevant, als dass er jenes Verhalten, das Minnekompetenz impliziert, vorführt. Weiterhin bietet der Minnesang dem Ruhm der Damen Platz. Dritte im Lied angeführte Begründung zur Legitimierung des Minnesangs ist der Preis der Gönner, der aufgrund seines repräsentativen Charakters deren sozialen Status und Fähigkeiten betont. Zusammenfassend begründet sich die Daseinsberechtigung des Minnesangs in der gesellschaftlichen Bedeutsamkeit des Minnediskurses, in den unvergänglichen, stets zu rühmenden Qualitäten der Damen und in dem repräsentativen Wert für die Gönner.

## Hadlaub als Schöpfer der Erzähllieder
Hadlaub kreierte die neue balladenhafte Liedgruppe der Erzähllieder (auch: Romanzen), in denen er lyrische und epische Elemente miteinander verband. Die Schaffung dieses Liedtyps gilt als Hadlaubs schöpferische Eigenleistung und als sein literarhistorisches Hauptverdienst. Die Romanzen sind dadurch gekennzeichnet, dass sie aus zahlreichen Motiven, die weitgehend traditionell bekannt waren und durch ihre Herauslösung aus einem festen Topos verändert wurden, bestehen.
Hadlaub dienten vorgängige Dichtungen und die vor ihm in der Manessischen Liederhandschrift angeordneten Werke als Inspirationsquelle für seine eigenen Lieder. Dieser Bezug zu vorangegangener Dichtung reicht von der «Einzeltextreferenz über die Reproduktion bestimmter Werk- bzw. Autorcharakteristika bis hin zum Gattungsbezug». In den Erzählliedern arbeitete Hadlaub mit Motiven, die zumeist aus der Tradition des Minnesangs oder den subjektiven Liedern bekannt waren und mit einem bestimmten gedanklichen Gehalt assoziativ verbunden wurden. Hadlaub löste die Motive aus einem festen Topos heraus und setzte sie in den Romanzen neu miteinander in Beziehung, wodurch eine Szene geschaffen wurde. Mit dramatischen Zügen versehen, werden die Motive zu Handlungsbausteinen, die wiederum einen Handlungsverlauf ergeben, der aber nicht mehr topisch ist. In den Erzählliedern wird die konkrete Handlung stets durch die subjektive Minnereflexion des Lied-Ichs unterbrochen, die ganz in der Tradition des klassischen Minnesangs steht. Mit der Einbindung realer, historisch bezeugter Personen in den Liedern zwei und 53 fixiert Hadlaub das zeitlose Modell der Hohen Minne in der historischen Gegenwart. Aufgrund der untopisch und individuell dargestellten Handlungsabläufe und der historisch identifizierbaren Akteure wirken die Erzähllieder autobiografisch, was nicht bedeutet, dass sie es auch sein müssen. Hadlaub spricht die literarisch-fiktive Welt durch Verwendung traditioneller Motive und die historisch-autobiografische Welt mit der Einbeziehung historischer Personen an, so dass man von einer Synthese von Dichtung und Wahrheit sprechen kann.
In den Erzählliedern kombiniert Hadlaub topische, historische und gedankliche Vorgänge, wodurch er die literarische Tradition zwar fortgeführt, jedoch in abgewandelter Form gestaltet hat.

## Rezeption Hadlaubs in Dichtung und bildender Kunst
Eine künstlerische Hadlaub-Rezeption, die sich mit dem historischen Minnesänger und dessen Werken auseinandersetzte, begann im 18. Jahrhundert und dauerte bis zur Veröffentlichung von Gottfried Kellers Novelle Hadlaub im Jahre 1876. Danach entwickelte sich eine kreative Hadlaub-Rezeption, die vornehmlich Bezug auf die Hadlaubfigur Kellers nahm und den historischen Sänger und seine Lieder fast vollständig ausser Betracht liess. Ab dem 20. Jahrhundert ersetzte die wissenschaftliche Rezeption die künstlerische Auseinandersetzung mit Hadlaubs Werken.
Die ersten Nachweise Hadlaubs, die den Sänger nennen und knappe biografische Informationen anführen, lassen sich in der Vorrede zu den Proben der alten schwäbischen Poesie von Johann Jacob Bodmer, im Chronologischen Verzeichniss der Dichter und Gedichte aus dem schwäbischen Zeitpuncte, publiziert von Johann Christoph Adelung, und im Verzeichniss der schweitzerischen Minnesinger von 1785 finden. Eine kreative Bearbeitung der Werke und Biografie Hadlaubs erfolgte in der 1807 in den französischen Archives littéraires de l’Europe erschienenen Novelle «Hadeloub, Anecdote historique». Der zunächst nur mit der Initiale M. verzeichnete Autor liess sich von der Forschung als Jakob Heinrich Meister identifizieren. Protagonist ist der Dichter und Sänger Hadlaub, der um eine adlige Dame wirbt. Inhaltlich wird die berühmte Briefszene aus Lied eins neben weiteren Minne-Episoden, die nicht den Liedern Hadlaubs entnommen sind, verarbeitet. 1813 publizierte Johann Jacob Horner (1772 – 1831) im Schweizer Almanach Alpenrosen eine Untersuchung zu Hadlaubs Leben und Werk unter dem Titel «Johanns Hadloub, ein Minnesinger von Zürich». Diese Publikation gilt als die erste wissenschaftliche Studie, die sich allein Hadlaub widmet. Eine künstlerische Verarbeitung bestimmter Motive aus Hadlaubs Liedern lässt sich in den Verseinlagen der 1842 erschienenen Novelle Die wahrhaftige Geschichte von den drei Wünschen von Otto Ludwig finden. Nicht nur die Dichtung, sondern auch die bildende Kunst nutzt die Lieder Hadlaubs als Inspirationsquelle. Der zu seiner Zeit berühmte schweizerische Künstler Franz Hegi fertigte einen Kupferstich an, der die bereits in der Miniatur dargestellte Briefszene aus Lied zwei zum Bildthema hat. Bezüglich der Bildkomposition weicht der Kupferstich in zwei Aspekten deutlich von der Miniatur aus der Manessischen Liederhandschrift ab: Zum einen wird die Kirche nicht nur symbolisch mit Hilfe eines Glockenturmes, sondern mit dem reich geschmückten Portal des Grossmünsters in Zürich dargestellt; zum anderen folgt Hegi der dichterischen Vorlage und zeigt die Dame beim Verlassen und nicht beim Betreten der Kirche. Die erste Einzelausgabe der Lieder Hadlaubs gab Ludwig Ettmüller 1840 heraus.

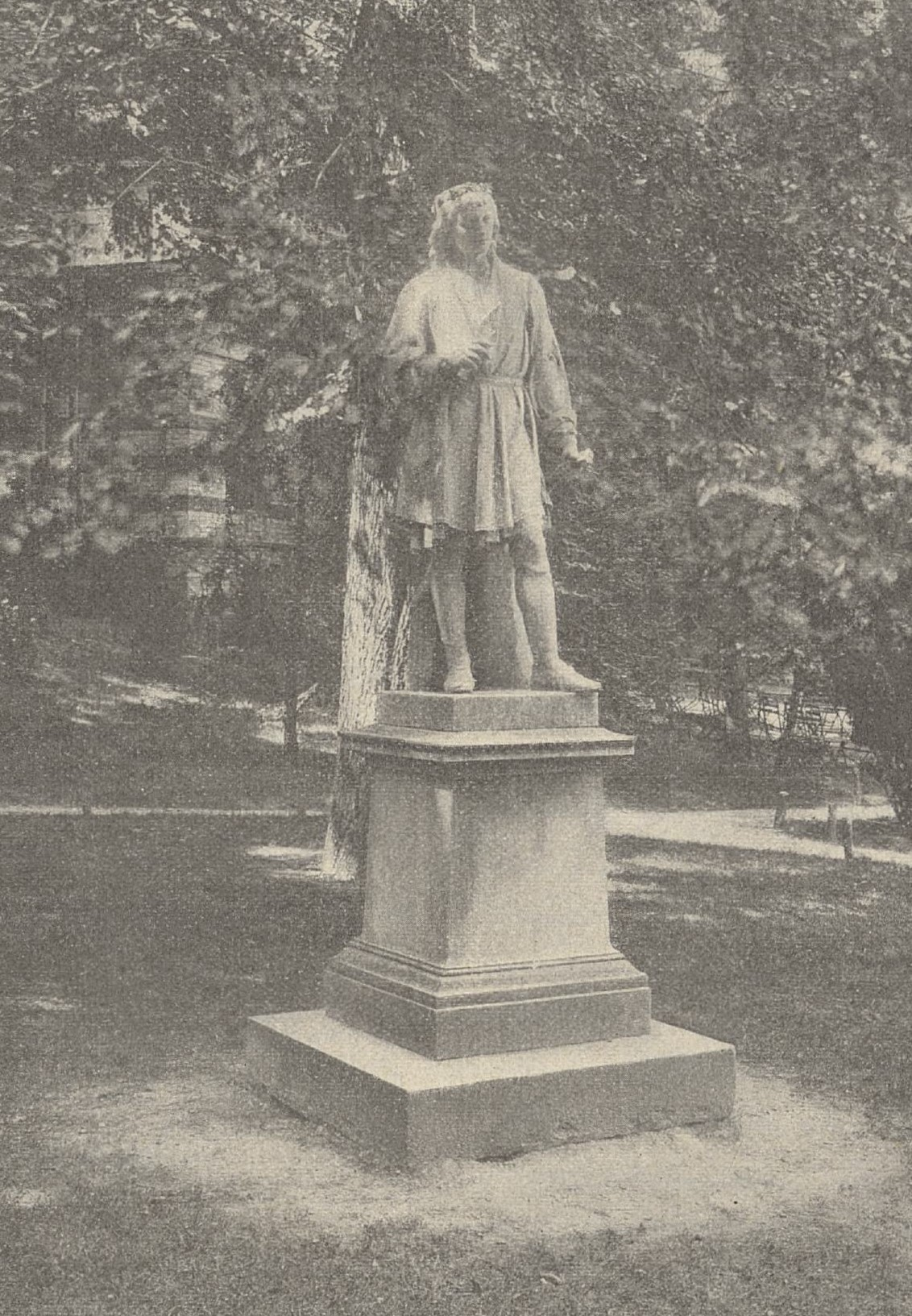
Hadlaub-Denkmal von Victor von Meyenburg auf dem Platzspitz in Zürich

Die Wirkungsgeschichte des schweizerischen Minnesängers änderte sich mit Gottfried Kellers Novelle «Hadlaub». Die Erzählung erschien in Kellers Züricher Novellen erstmals 1877 in Buchform, nachdem sie bereits ein Jahr zuvor in der Zeitschrift Deutsche Rundschau veröffentlicht wurde. In der Novelle nimmt Keller starken Bezug auf Hadlaubs Lieder, indem er einzelne Liedszenen herausarbeitet und zu Episoden aus dem Leben seiner Hadlaubfigur ausgestaltet. Im Mittelpunkt der Erzählung steht demzufolge, wie auch in den meisten Liedern Hadlaubs, die Minnehandlung. Aber auch die Entstehung der Grossen Heidelberger Liederhandschrift verknüpft Keller mit dem Leben seines Protagonisten. Die künstlerische Hadlaub-Rezeption, die sich nach der Veröffentlichung von Kellers Erzählung entwickelte, ging kaum noch von dem historischen Minnesänger und seinen Liedern, sondern vielmehr von der Hadlaubfigur Kellers aus. So zeigt die 1883 fertiggestellte Freskomalerei Ernst Stückelbergs eine Szene aus Kellers Novelle, die sich eng an die literarische Vorgabe hält. Wohl im gleichen Jahr fertigte Victor von Meyenburg eine Skulptur Johannes Hadlaubs an, die diesen mit den Attributen der Geige und Pergamentrolle als Minnesänger ausweist und der Stadt Zürich zum Geschenk gemacht wurde. Georg Haeser gestaltete 1894 die Erzählung Kellers zu einem Drama um. Nach wiederholter Bearbeitung des Novellenstoffes überführte Haeser den Dramentext in eine «lyrische Oper», die am 19. März 1903 im Zürcher Opernhaus uraufgeführt wurde.
Mit dem Beginn des 20. Jahrhunderts erreichte die wissenschaftliche Analyse des Lebens und der Werke Hadlaubs ihren Höhepunkt. Neue wissenschaftliche Methoden ermöglichten eine immer genauere Datierung Hadlaubs biografischer Daten und der erhaltenen Dokumente. Eine kreative Auseinandersetzung mit Hadlaubs Liedern erfolgte ab dem 20. Jahrhundert nicht mehr.
Auch wenn Hadlaubs Werke mehreren Dichtern und bildenden Künstlern als Inspirationsquelle dienten und sie von fortdauerndem Interesse für die Forschung sind, lässt sich der Umfang der Rezeption Hadlaubs nicht mit dem anderer mittelhochdeutscher Dichter, wie Walther von der Vogelweide oder Hartmann von Aue, vergleichen.

### Forschungsliteratur
- Joachim Bumke: Höfische Kultur. Literatur und Gesellschaft im hohen Mittelalter. 12. Auflage. dtv, München 2008, ISBN 978-3-423-30170-1.
- Michael Curschmann: Pictura laicorum litteratura? Überlegungen zum Verhältnis von Bild und volkssprachlicher Schriftlichkeit im Hoch- und Spätmittelalter bis zum Codex Manesse. In: Hagen Keller, Klaus Grubmüller, Nikolaus Staubach (Hrsg.): Programmatische Schriftlichkeit im Mittelalter. Erscheinungsformen und Entwicklungsstufen. Wilhelm Fink Verlag, München 1992, ISBN 3-7705-2710-0, S. 211 – 229.
- Ursel Fischer: Meister Johans Hadloub. Autorbild und Werkkonzeption der Manessischen Liederhandschrift. M & P Verlag für Wissenschaft und Forschung, Stuttgart 1996, ISBN 3-476-45150-X.
- Hedwig Lang: Johannes Hadlaub. Erich Schmidt Verlag, Berlin 1959.
- Rena Leppin: Johannes Hadlaub. Lieder und Leichs. S. Hirzel Verlag, Stuttgart/Leipzig 1995, ISBN 3-7776-0633-2.
- Otto Neudeck: Tradition und Gewalt. Zur Verknüpfung von konträren Minnekonzepten bei Johannes Hadlaub. In: Thomas Bein (Hrsg.): Walther verstehen – Walther vermitteln. Thomas Lang Europäischer Verlag der Wissenschaften, Frankfurt am Main 2004, ISBN 3-631-52874-4, S. 141 – 155.
- Marion Oswald: «Wan sang hat bovn vnd wiurzen da». Zur Inszenierung von Sangtradition und Gönnerrolle, zu Geltungsansprüchen und Legitimationsstrategien in Johannes Hadlaubs Liedern. In: Beate Kellner, Peter Strohschneider, Franziska Wenzel (Hrsg.): Geltung der Literatur. Formen ihrer Autorisierung und Legitimisierung im Mittelalter. Erich Schmidt Verlag, Berlin 2005, ISBN 3-503-07933-5, S. 29–42.
- Herta-Elisabeth Renk: Der Manessekreis. Seine Dichter und die Manessische Handschrift. Verlag W. Kohlhammer, Stuttgart 1974, ISBN 3-17-001190-1.
- Max Schiendorfer (Hrsg.): Johannes Hadlaub. Die Gedichte des Zürcher Minnesängers. Artemis, Zürich/München 1986, ISBN 3-7608-0703-8.
- Max Schiendorfer: Johannes Hadlaub: Dokumente zur Wirkungsgeschichte (= Göppinger Arbeiten zur Germanistik. Band 487). Kümmerle Verlag, Göppingen 1989, ISBN 3-87452-723-9.
- Iwan Adelbert Schleicher: Über Meister Johannes Hadlaubs Leben und Gedichte. Georgi, Bonn 1888.
- Günther Schweikle: Johannes Hadlaub. In: Die Deutsche Literatur des Mittelalters. Verfasserlexikon. 2. Auflage. Walter de Gruyter, Berlin/New York 1981, ISBN 3-11-008778-2.
- Rudolf Sillib: Auf den Spuren Johannes Hadlaubs. Winter, Heidelberg 1922.
- Burghart Wachinger: Hadlaub, Johannes. In: Neue Deutsche Biographie (NDB). Band 7, Duncker & Humblot, Berlin 1966, ISBN 3-428-00188-5, S. 417 f. (Digitalisat).
- Ingo F. Walter (Hrsg.): Codex Manesse. Die Miniaturen der Großen Heidelberger Liederhandschrift. 5. Auflage, Insel Verlag, Frankfurt am Main 1988, ISBN 3-458-14385-8.

### Textausgabe
- Max Schiendorfer (Hrsg.): Johannes Hadlaub. Die Gedichte des Zürcher Minnesängers. 1. Auflage. Artemis, Zürich/München 1986, ISBN 3-7608-0703-8.